# Nella cripta
Nella cripta (In the Vault) è un breve racconto horror dello scrittore statunitense Howard Phillips Lovecraft, terminato il 18 settembre 1925 e pubblicato per la prima volta sul giornale amatoriale Tryout nel novembre dello stesso anno.

## Trama
Pomeriggio di venerdì 15 aprile; George Birch, becchino, si reca al deposito mortuario per trasferire il cadavere di un certo Matthew Fenner. Birch, un po' brillo, si dirige nella cripta, addossata ad una collina. Superata la porta di ferro, si ritrova nell'umido e maleodorante stanzone che compone la cripta, al cui interno vi sono 8 bare in disordine per terra. Birch, nonostante il buio, si mette a cercare la cassa di Fenner, attento a non scambiarla però con quella di Asaph Sawyer, un vecchio morto di febbre poco dopo Fenner, famoso per il suo carattere malefico ed estremamente vendicativo per ogni genere di torto, reale o immaginario. Il cadavere dell'uomo era deposto in una bara identica a quella di Fenner. Infatti, Birch, finita di costruire la bara per Fenner, si era reso conto che era troppo fragile e malriuscita, così l'aveva scartata per farne una migliore, come segno di ringraziamento verso Fenner il quale, tempo prima, gli aveva dato un aiuto finanziario. Quando però il vecchio Sawyer era morto, Birch si era servito della vecchia bara per lui, quasi per spregio, ma, dato che non vi entrava, aveva dovuto tagliare i piedi al morto. Nel momento in cui il becchino riconosce la bara, la porta si chiude sbattendo a causa del vento e oscurando ulteriormente la cripta. Al buio, Birch cerca di riaprire la porta, senza riuscirvi; nonostante martelli incessantemente il lucchetto, questo non si spezza. Nel cercare un'altra via di uscita, nota la feritoia nel muro di mattoni in fondo alla stanza, e decide di raggiungerla per allargarla con i suoi attrezzi. Dato che la feritoia si trova in alto, per raggiungerla decide di impilare le bare una sull'altra. Mette alla base la robusta bara di Fenner, e in cima la bara di Asaph Sawyer. Dopo diverse ore, il buco è sufficientemente largo per riuscire a passare, ma  dopo aver fatto preoccupanti scricchiolii, la bara in cima si sfonda sotto i suoi piedi. Il becchino sente un tremendo dolore alle caviglie: i suoi piedi erano penetrati all'interno della bara. Tuttavia, il buco nella parete è ultimato, così l'uomo riesce a trascinarsi stremato fuori dal deposito. Dopo averlo ritrovato, il medico diagnostica che entrambi i tendini d'Achille di Birch sono stati lacerati da quelli che sembrano dei profondi morsi: le impronte dentarie si sono rivelate simili a quelle di Asaph Sawyer.

## Ispirazione
In una lettera indirizzata a Clark Ashton Smith (datata 20 settembre 1925) Lovecraft narra come il racconto sia ispirato da un'idea di un suo conoscente del Massachusetts: un becchino rimasto imprigionato in un deposito mortuario di paese mentre trasportava bare nelle tombe scavate in primavera avrebbe dovuto impilare le bare l'una sull'altra per fuggire. Lovecraft scrive a Clark di come tutto il resto (motivazioni, svolgimento, stesura) sia suo.